# Legion of Boom (album)
Legion of Boom è il terzo album discografico in studio del duo statunitense The Crystal Method, pubblicato nel 2004.

## Tracce
1. Starting Over – 4:01
2. Born Too Slow – 2:59
3. True Grit – 5:06
4. The American Way – 4:26
5. I Know It's You – 5:48
6. Realizer – 3:48
7. Broken Glass – 3:55
8. Weapons of Mass Distortion – 4:50
9. Bound Too Long – 6:23
10. Acetone – 5:15
11. High and Low – 5:23
12. Wide Open – 7:23

## Collaborazioni
- Le tracce 1, 4 e 10 sono cantate da Rahzel.
- La traccia 2 è cantata da John Garcia.
- La traccia 5 è cantata da Milla Jovovich e Ken Jordan (attraverso un vocoder).
- Le tracce 6 e 11 sono cantate da Lisa Kekaula.
- Le tracce 9 e 12 sono cantate da Hanifah Walidah.
- Nelle tracce 2, 7 e 8 la chitarra è suonata da  Wes Borland.
- Nella traccia 6 la chitarra è suonata da Jon Brion.
- La traccia 4 contiene lo scratching di DJ Swamp.